# Molly C. Quinn
Molly Caitlyn Quinn (Texarkana (Texas), Estats Units, 8 d'octubre de 1993) és una actriu estatunidenca coneguda principalment pel paper d'"Alexis Castle" en la sèrie Castle. Va debutar el 2006 fent el paper de "Liz" a Camp Winoaka.

## Filmografia

### Cinema[3]
| Any  | Títol                                     | Paper              | Notes                      |
| ---- | ----------------------------------------- | ------------------ | -------------------------- |
| 2007 | Walk Hard: The Dewey Cox Story            | Jove amb Pinups    |                            |
| 2009 | My One and Only                           | Paula              |                            |
| 2009 | Conte de Nadal (A Christmas Carol)        | Belinda Cratchit   |                            |
| 2009 | The Sacrifice                             | Esmee Johnson      | Curtmetratge               |
| 2010 | Avalon High                               | Jenny              |                            |
| 2010 | Winx Club: The Secret of the Lost Kingdom | Princesa Bloom     | Veu                        |
| 2012 | The First Time                            | Erica              |                            |
| 2013 | Hansel & Gretel Get Baked                 | Gretel             | També productora associada |
| 2013 | Superman: Unbound                         | Kara/Supergirl     | Veu                        |
| 2013 | We're the Millers                         | Melissa Fitzgerald |                            |
| 2013 | Winx Club 3D: Magical Adventure           | Princesa Bloom     | Veu                        |

### Televisió
| Any          | Títol                  | Paper          | Notes            |
| ------------ | ---------------------- | -------------- | ---------------- |
| 2009–present | Castle                 | Alexis Castle  | Paper principal  |
| 2011         | Ben 10: Ultimate Alien | Eunice         | 2 episodis (veu) |
| 2011–present | Winx Club              | Princesa Bloom | Veu              |